# БРДМ-ВПК
БРДМ-ВПК (Объект 761) — советский проект бронированной разведывательно-дозорной машины (лёгкого по массе плавающего танка) на воздушной подушке, разработанный в начале 1960-х годов. Не был реализован в металле.

## История создания
Проект бронированной разведывательно-дозорной машины на воздушной подушке камерного типа (БРДМ-ВПК), получивший индекс «Объект 761», был разработан по итогам ОКР в рамках проводившихся во ВНИИ-100 в 1959—1963 годах исследований возможности и целесообразности применения воздушной подушки для сухопутных боевых машин. Конструктивная и компоновочная проработка проекта была осуществлена на основе результатов испытаний ходового макета боевой машины на воздушной подушке камерного типа «Объект 760» — однако, несмотря на успешность последних, проект БРДМ-ВПК никогда не был реализован.

## Описание конструкции
БРДМ-ВПК имела классическую компоновку с размещением отделения управления в носовой части корпуса, боевого отделения — в средней части и моторно-трансмиссионного — в кормовой. Экипаж машины состоял из двух человек — механика-водителя и командира, выполнявшего также функции стрелка.

### Броневой корпус и башня
Лобовые, бортовые и кормовой броневые листы броневого корпуса с целью обеспечения повышенной защищённости от огня противника располагались под большими углами. Передвижение с использованием воздушной подушки, согласно испытаниям «Объекта 760», должно было обеспечивать полную неуязвимость от контактных противотанковых мин и практически полную — от противопехотных.

### Вооружение
Вооружение машины состояло из пулемёта и ПТРК, установленных в башне.

### Ходовая часть
Ходовая часть состояла из основного гусеничного движителя и вспомогательной воздушной подушки камерного типа, обеспечивавшей частичную разгрузку веса машины. В режиме частичной разгрузки гусеничные ленты сохраняли контакт с поверхностью.
Гусеничный движитель, применительно к одному борту, состоял из шести обрезиненных опорных катков, заднего ведущего и переднего направляющего колёс, а также трёх поддерживающих роликов. Подвеска — индивидуальная торсионная.
Два нагнетателя воздушной подушки, левый и правый, располагались в центральной части корпуса, между боевым и моторно-трансмиссионным отделениями.
Движение на плаву должно было осуществляться при помощи гребного винта.

### Сноски
1. ↑  Реальные показатели «Объекта 760» — опытной машины с близкой массой и идентичной конструкцией ходовой части, ОКР по которой стали основой для конструктивной и компоновочной проработки проекта БРДМ-ВПК